# Kolchischer Ahorn
Der Kolchische Ahorn (Acer cappadocicum) ist eine Pflanzenart aus der Gattung der Ahorne (Acer) innerhalb der Familie der Seifenbaumgewächse (Sapindaceae). Sein weites Verbreitungsgebiet reicht vom Mittelmeerraum durch Asien bis nach China, falls die Unterarten anerkannt sind.

## Beschreibung

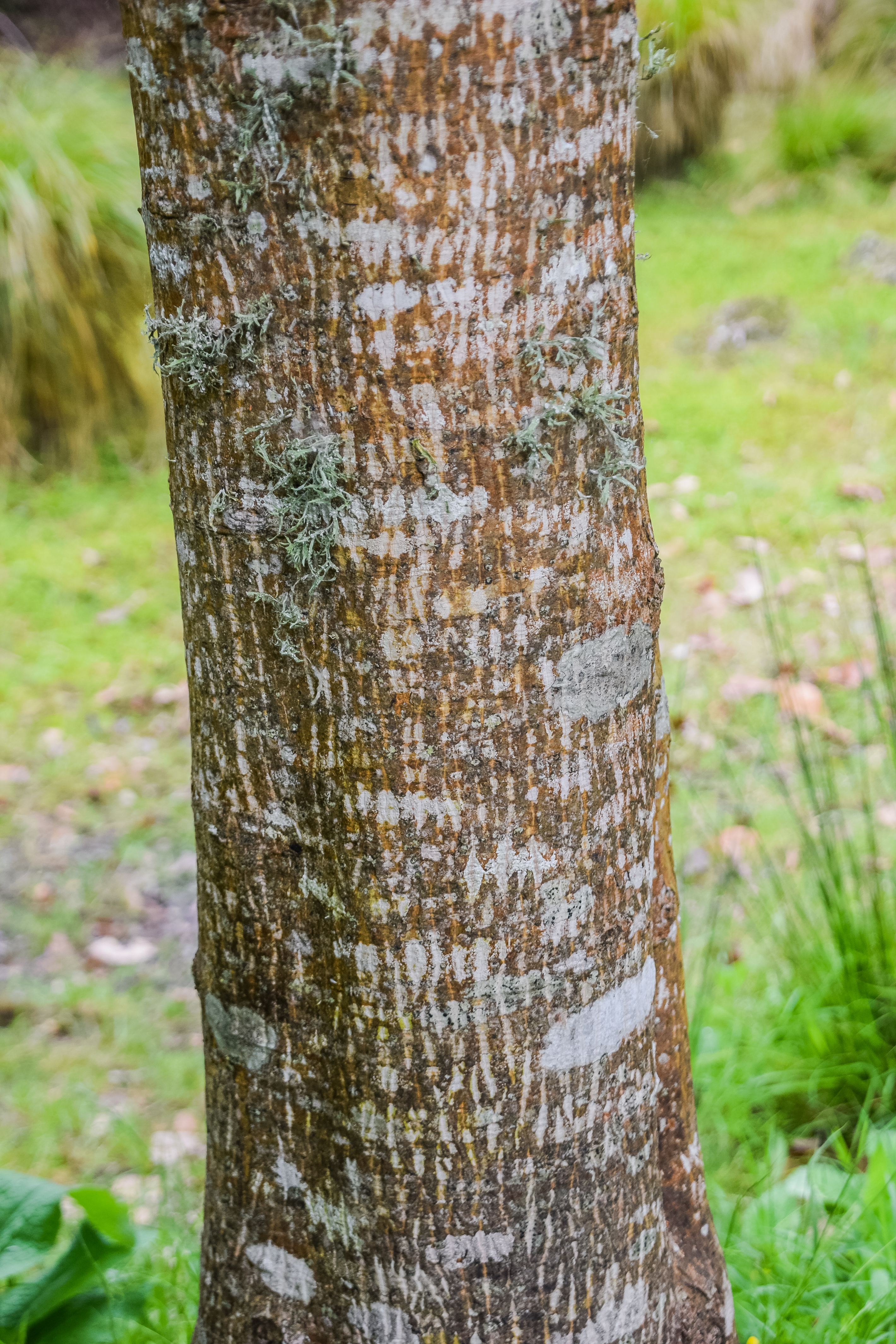
Stamm und Borke

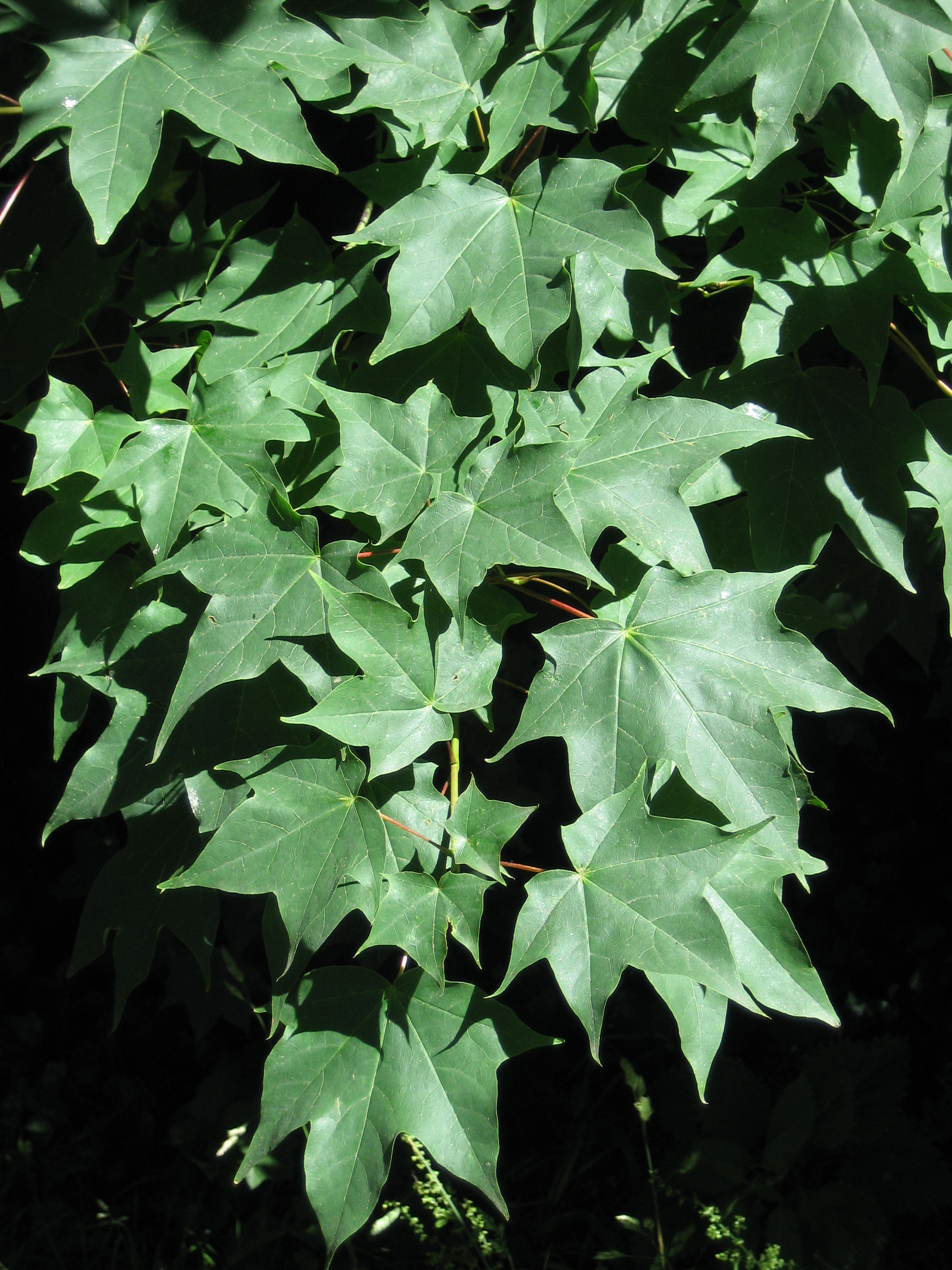
Laubblätter

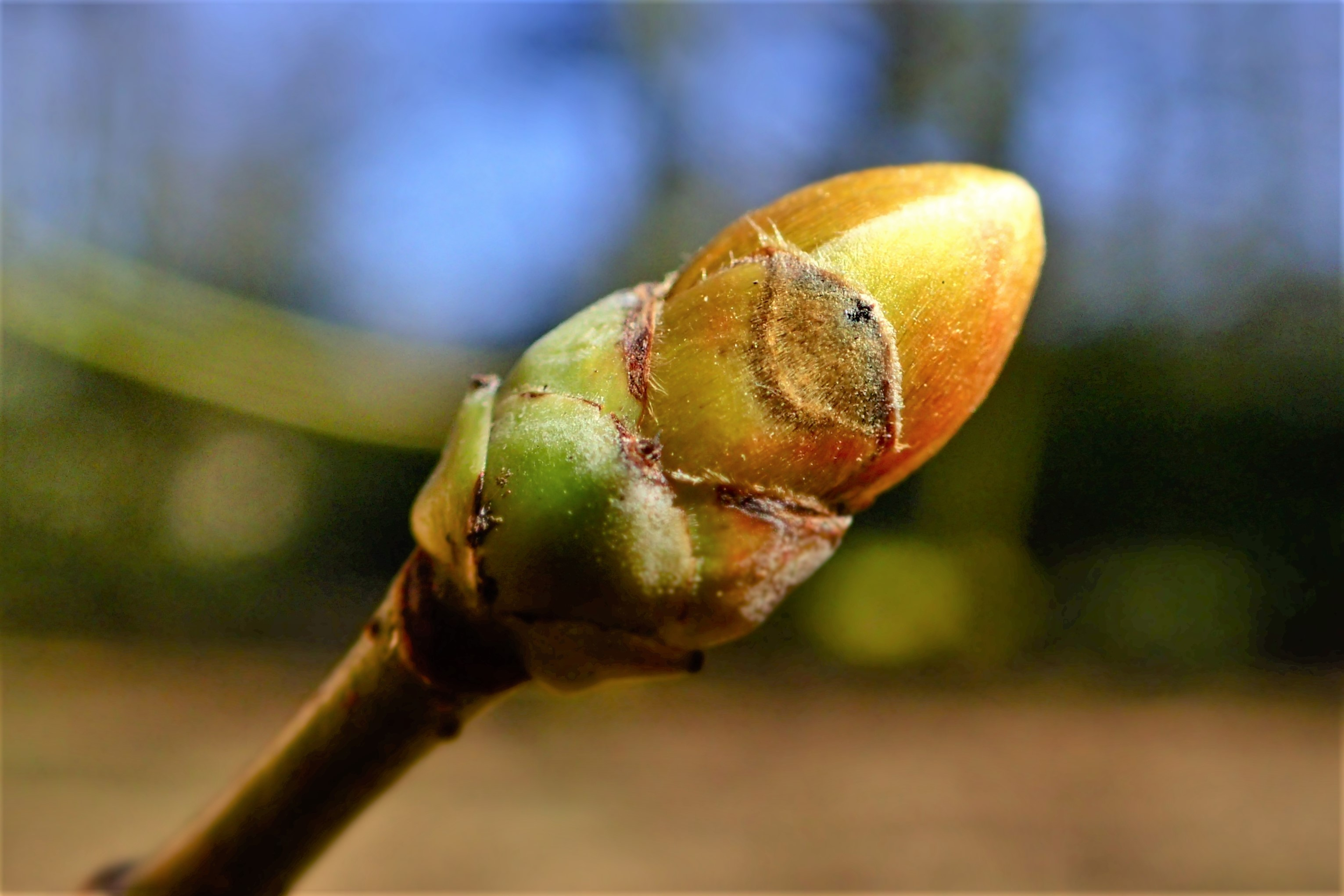
Knospe im Frühjahr

### Vegetative Merkmale
Beim Kolchischen Ahorn handelt es sich um einen sommergrünen Baum, der Wuchshöhen von 12 bis 20 Metern erreicht. An älteren Zweigen und am Stamm ist die Borke relativ glatt und dunkel-braun bis hell weißlich-grau, braun oder gräulich-braun. Die Rinde ist oft bereift, bis zum zweiten Jahr glänzend grün oder rötlich oder kahl und rötlich-grün mit helleren Streifen. Die Winterknospen sind fast kugelig, außen kahl mit etwas bewimperten Rändern.
Die gegenständig an den Zweigen angeordneten Laubblätter sind in Blattstiel und -spreite gegliedert. Der meist 17 bis 12 (5 bis 15) Zentimeter lange, dünne, kahle Blattstiel enthält klaren Milchsaft. Die dünne, pergamentartige Blattspreite ist bei einer Länge 4 bis 12, selten bis zu 20 Zentimetern sowie einer Breite von 8 bis 20 Zentimetern, meist länger als breit mit herzförmiger oder gerundeter Spreitenbasis und drei-, fünf oder siebenlappig. Der Mittellappen ist dreieckig-eiförmig mit zugespitztem oberen Ende. Die seitlichen Blattlappen sind dreieckig-eiförmig mit stumpfem oder zugespitztem oberen Ende, die beiden unteren sind viel kleiner als die fünf oberen. Sie sind ganzrandig. Die Blattoberseite ist matt dunkel-grün und die -unterseite glänzend hell-grün. Es sind drei bis sieben Hauptnerven vorhanden und die Netznervatur ist auf der Blattunterseite gut erkennbar. Manchmal sind die Laubblätter klein und ungelappt. Im Austrieb sind die Laubblätter frisch hellgrün gefärbt, die Herbstfärbung ist goldgelb bis rot.

### Generative Merkmale
Die Blütezeit liegt je nach Standort von April bis Ende Mai. Der Kolchische Ahorn ist andromonözisch. 15 bis 20 Blüten sind in einem kleinen, etwa 5 Zentimeter breiten, lockeren, aufrecht stehenden, trugdoldigen Blütenstand angeordnet.
Die hell-gelbe oder gelblich-grüne Blüte ist radiärsymmetrisch und fünfzählig mit doppelter Blütenhülle. Männliche Blüten enthalten acht Staubblätter. Weibliche Blüten einen Fruchtknoten und zwei Griffel. Der amphistaminale Diskus ist kahl.
In China reifen die Früchte im August. Der Fruchtstiel ist 2 bis 2,5 Zentimeter lang. Die Spaltfrucht zerfällt in zwei Flügelnüsse (Samara). Die einzelne Flügelnuss ist (Nussfrucht und Flügel zusammen gemessen) 2 bis 5 Zentimeter lang sowie 5 bis 9 Millimeter breit. Die 3 bis 5 Zentimeter langen Flügel weitwinklig gespreizt, können aber unterschiedliche Winkel aufweisen. Die Nussfrucht ist bei einer Länge von 1 bis 1,5 Zentimetern sowie einem Durchmesser von etwa 6 Millimetern länglich, abgeflacht und mehr oder weniger flach.

## Vorkommen
Das Verbreitungsgebiet des Kolchischen Ahorns erstreckt sich vom Süden Italiens über den Kaukasusraum in Westasien nach Osten bis zum Himalaja und in den westlichen Teil Chinas.
Er gedeiht in sommergrünen Bergwäldern als Baumart der unteren Kronenschicht vor.

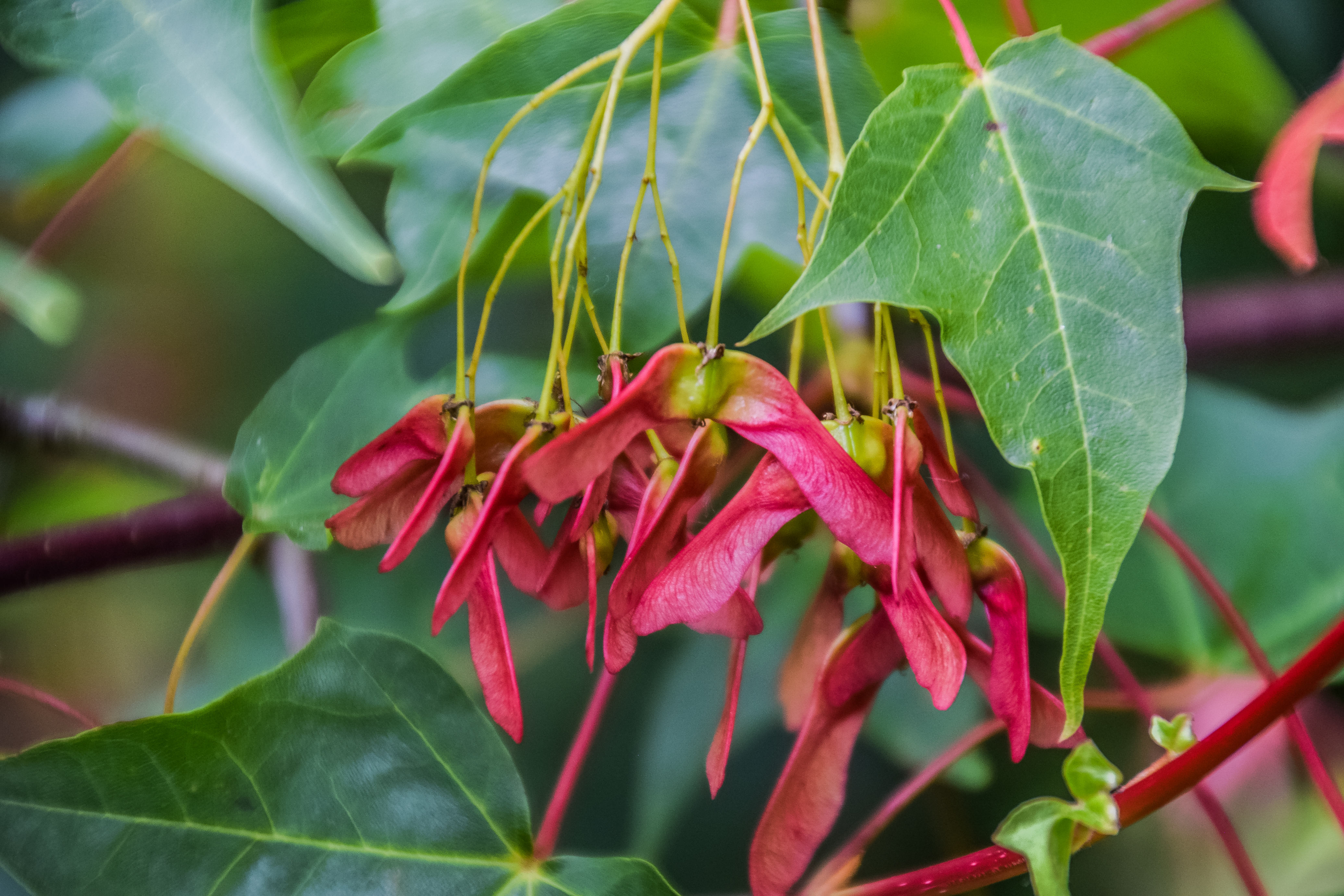
Laubblätter und junge Samara von Acer cappadocicum subsp. sinicum

## Systematik
Die Erstbeschreibung von Acer cappadocicum erfolgte 1785 durch Johann Gottlieb Gleditsch in Schriften der Gesellschaft Naturforschender Freunde zu Berlin, Band 6, S. 116. Synonyme für Acer cappadocicum Gled. ist Acer cultratum Wall., Acer laetum C.A.Mey., Acer pictum Thunb.
Die Art Acer cappadocicum gehört zur Sektion Platanoidea in der Gattung Acer. Der Kolchische Ahorn ist nahe mit dem Spitz-Ahorn (Acer platanoides) verwandt, der Name der Sektion weist schon auf diese nahe Verwandtschaft hin. In Ostasien gibt es eine Reihe weiterer verwandter Arten, die teilweise schon als Unterarten des Kolchischen Ahorns angesehen wurden, wie Acer amplum, Acer longipes oder Acer shenkanense.
Je nach Autor gibt es einige Unterarten, aber oft gelten sie als eigene Arten:
- Acer cappadocicum Gled. subsp. cappadocicum: Sie ist von Kleinasien, dem Schwarzmeergebiet über den Kaukasusraum (mit Fundortangaben für Armenien, Aserbaidschan, Nakhchivan, Georgien, Abchasien, Adjara, Rumänien sowie dem asiatischen Teil der Türkei[2]) bis zum Himalaya und ins westliche China verbreitet. Sie ist in vielen Gebieten ein Neophyt.[2] Die Laubblätter sind meist siebenlappig und relativ groß.
- Acer cappadocicum subsp. divergens (K.Koch ex Pax) Murr.: Sie wird teilweise auch als eigenständige Art[2] geführt. Sie kommt nur im Transkaukasus vor und ist in allen Pflanzenteilen wesentlich kleiner. Die Laubblätter sind nur drei- bis fünflappig, bis 5 Zentimeter breit. Sie wächst eher strauchförmig.
- Acer cappadocicum subsp. lobelii (Tenore) Murr. - der Kalabrische Ahorn, der teilweise auch als eigenständige Art[2] geführt wird, hat ein kleines Verbreitungsgebiet im Süden Italiens. Dieser Baum erreicht Wuchshöhen von etwa 15 Metern, die Laubblätter sind relativ groß und fünflappig, die Lappen weisen charakteristisch nach vorne.
- Acer cappadocicum subsp. sinicum (Rehder) Hand.-Mazz.: Sie gedeiht in Höhenlagen von 1500 bis 2500 Metern in Tibet und in den chinesischen Provinzen Guizhou, westliches Hubei, südliches Shaanxi, Sichuan sowie Yunnan.[1] Sie hat fünflappige Laubblätter, die mit 6 bis 8 Zentimeter recht klein sind. Blattstiel und Früchte sind rötlich gefärbt.

## Züchtungen und Ausleseformen
Von Acer cappadocicum subsp. cappadocicum gibt es beispielsweise die Sorten:
- ‘Aureum’ – Blätter gelblich bis gelbgrün, schwächer wachsend
- ‘Rubrum’ – Blätter rötlich

Der Zöschener Ahorn (Acer ×zoeschense) ist eine Garten-Hybride mit dem Feld-Ahorn (Acer campestre). Es gibt davon die leicht rotlaubigen Sorte ‘Annae’.